# Charles Stone III
Charles Stone III (Filadelfia, 1966) è un regista statunitense, noto per aver diretto film quali Drumline - Tieni il tempo della sfida e Paid in Full.
Stone è inoltre un regista apprezzato nel campo dei video musicali e degli spot televisivi.
È sua l'idea dello spot della Budweiser "Whassup?!" tormentone mondiale

## Filmografia

### Cinema
- Drumline - Tieni il tempo della sfida (Drumline) (2002)
- Paid in Full (2002)
- Mr. 3000 (2004)
- Lila & Eve (2015)
- Uncle Drew (2018)
- Step Sisters (2018)

### Televisione
- CrazySexyCool: The TLC Story - film TV (2013)

## Video musicali[2][3]
- Living Colour - Funny Vibe
- A Tribe Called Quest - I Left My Wallet In El Segundo
- A Tribe Called Quest - Bonita Applebum
- Intelligent Hoodlum - Arrest the President
- Public Enemy - 911 Is a Joke
- Black Sheep - The Choice Is Yours
- Harmony - Poundcake
- Fu-Schnickens - La Schmoove
- Fu-Schnickens - True Fu-Schnick
- After 7 - Can He Love U Like This
- Neneh Cherry featuring Guru - Sassy
- Tesla - Need Your Lovin'
- The Roots - Distortion to Static
- Eric Benét - Let's Stay Together
- Screaming Headless Torsos - Vinnie
- Vernon Reid - Mistaken Identity
- The Roots - Concerto of the Desparado
- The Roots - What They Do
- Large Professor - Ijustwannachill
- Artifacts - The Ultimate
- Stephen Simmonds - Get Down
- Ultra Naté - Found a Cure
- P.M. Dawn featuring John Forté & Ky-Mani Marley - Gotta Be...Movin On Up
- PM Dawn - I Had No Right
- The Roots featuring Erykah Badu - You Got Me
- The Roots - The Next Movement
- Shootyz Groove - L Train